# ГСП (стадион)
ГСП (греч. Γ.Σ.Π.), или Стадион гимнастического союза «Панкиприя» (ГСП) (греч. Στάδιο Γυμναστικός Σύλλογος "Τα Παγκύπρια") футбольный стадион в городе Строволосе, район Никосия, Кипр. Обычно стадион называют «Нео (новый) ГСП», чтобы отличать его от старого стадиона «Палио (старый) ГСП», воздвигнутого в 1902 году, в центре Никосии вместительностью 12 000. Рекомендуется произносить ГСП как «Га Си Пи».
Собственником является Гимнастический союз «Панкиприя». Стадион построен в 1999 году и его вместимость стадиона составляет 22 859 зрителей. Несмотря на небольшие размеры по международным стандартам, это самый большой стадион на Кипре. Он служит домашним стадионом для клубов Никосии: ФК «АПОЭЛ», ФК «Олимпиакос» и ФК «Омония». Национальная сборная Кипра по футболу также ранее проводила на нём домашние игры.

## История
Первый камень нового стадиона ГСП на въезде в Никосию с шоссе A1 был заложен в 1998 году по проекту MDA Ltd (Кипр), строительство Group APC Plc. А уже 6 октября 1999 года его открыли президент Глафкос Клиридис и архиепископ Хризостом I. Первой игрой стал товарищеский матч между «Омонией» и «АПОЭЛ», который закончился со счётом 3:3.

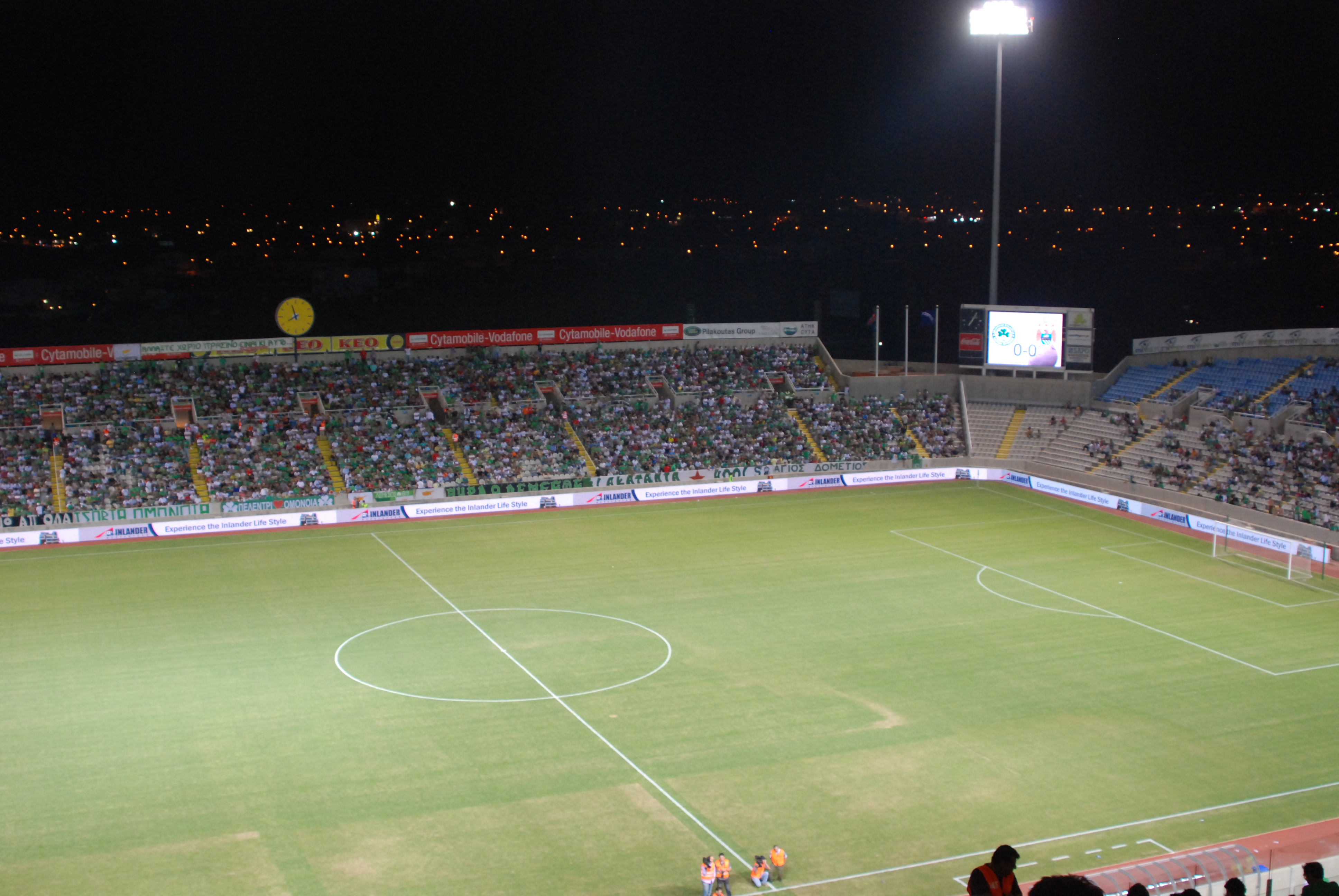
ГСП вечером

Стадион является домашней ареной для команд Никосии. Ежегодно на стадионе проводится Суперкубок Кипра по футболу. Также по 2005 год на нём ежегодно проводился финал Кубка Кипра. 7 декабря 2002 года на матче чемпионата Кипра между «АПОЕЛ» и «Омония» был установлен  собрал рекорд посещаемости стадиона —  23 043 человек.
ГСП единственный стадион на Кипре, который удовлетворяет критериям УЕФА. По этой причине с 2004 года он используется в качестве дома для всех команд Кипра в Европейских кубках. Здесь же проводил домашние матчи ФК «Анортосис» в квалификационном раунде Лиги Чемпионов 2008/09. В матче против «Вердера» стадион собрал 22 658 человек. В 2009 году «АПОЭЛ» провёл на ГСП шесть матчей в рамках Лиги Чемпионов, соперниками стали ЭБ «Стреймур», ФК «Партизан», ФК «Копенгаген», «Челси» Лондон, ФК «Порту», «Атлетико» Мадрид.

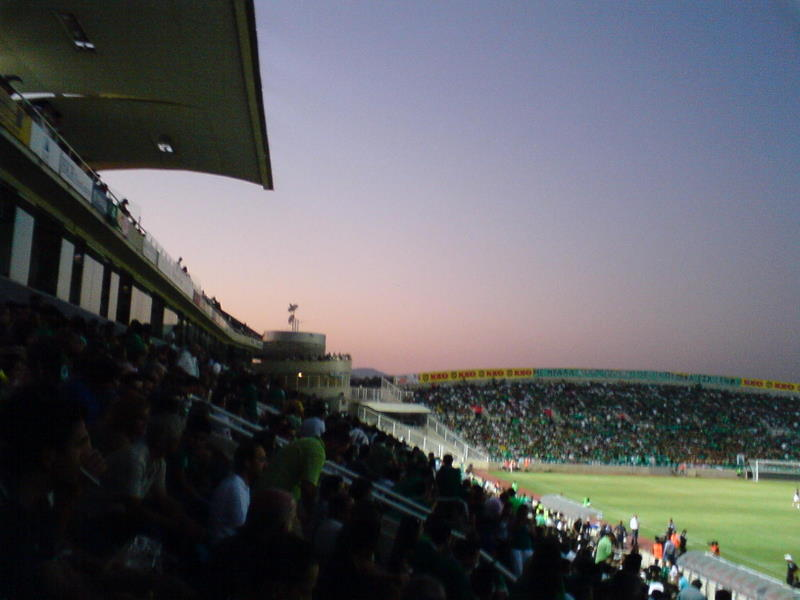
ГСП на закате

Из-за напряжённой ситуации на Ближнем Востоке, в 2002 году стадион стал домашней ареной для израильских клубов в турнирах Кубка УЕФА и Лиги чемпионов. В том числе здесь состоялся четвертьфинальный матч между Кубка УЕФА 2001/02 между «Хапоэль» Тель-Авив и «Миланом». Также его использовал «Маккаби» Хайфа для матчей группового турнира Лиги чемпионов, квалификационного раунда и матчей Кубка УЕФА. Некоторые матчи были очень привлекательны для киприотов, такие как «Маккаби» Хайфа — «Олимпиакос» Пирей и «Маккаби» Хайфа — «Манчестер Юнайтед», так как эти два клуба, соперники «Маккаби», очень популярны на Кипре.
Комплекс состоит из трёх арен: футбольный стадион, легкоатлетический стадион и вспомогательное футбольное поле для тренировок. Вместе с отелями стадион составляет полноценный учебный центр мирового класса. Во время Олимпийских игр в Афинах 2004 года многие спортсмены разных стран использовали стадион для тренировок.

## Средняя посещаемость
| Сезон     | АПОЭЛ | Олимпиакос | Омония |
| --------- | ----- | ---------- | ------ |
| 2009/10   | 7,582 | 461        | 9,070  |
| 2008/09   | 7,670 | Макарио    | 9,295  |
| 2007/08   | 7,239 | 1,692      | 5,967  |
| 2006/07   | 8,932 | 1,563      | 6,678  |
| 2005/06   | 7,460 | 1,703      | 8,557  |
| 2004/05   | 7,714 | 1,981      | 6,535  |
| 2003/04   | 8,387 | 1,911      | 11,003 |
| 2002/03   | 8,205 | 2,761      | 10,877 |
| 2001/02   | 7,604 | 1,959      | 7,825  |
| 2000/01   | 3,893 | 2,201      | 8,620  |
| 1999/2000 | 3,718 | 1,505      | 4,693  |

Источник:

## Состав комплекса

### Футбольный стадион

#### Характеристики поля
| Трибуна   | Вместительность | Входных ворот |
| --------- | --------------- | ------------- |
| Западная  | 7.818           | 6             |
| Восточная | 4.939           | 4             |
| Северная  | 4.749           | 4             |
| Южная     | 4.953           | 4             |
| ВИП       | 400             | 1             |
| Всего     | 22.859          | 19            |

- Размеры = 105 м х 68м
- Освещение = 1400 люкс
- VIP мест = 31
- Мест для прессы = 200
- Парковка = 2000 автомобилей
- Количество мероприятий за год = 100—110

#### Дополнительные помещения
- Футбольное поле
- Атлетический зал
- Спортивные раздевалки (полное оснащение)
- Комната допинг-контроля
- Судейские раздевалки
- Комната для делегата
- Крытая площадка для разминки
- Конференц-залы
- Ресторан
- Кафетерий
- Складские помещения
- Пресс-центр
- Комната первой помощи (полностью оборудованный) — медицинский центр
- Физиотерапевтический кабинет
- VIP помещения
- Специальные места для инвалидов
- Кондиционеры
- Центральное отопление
- Пожарная сигнализация
- Телекоммуникационные услуги
- Интернет — Wi-Fi доступ в Интернет
- Кабельное телевидение

### Легкоатлетический стадион

#### Характеристики стадиона
- Вместительность = 5200 мест
- ИААФ сертификат = класс А
- Освещение = 800 люкс

#### Дополнительные помещения
- Тренажерный зал
- Крытый разминочный зал
- Установки фотофиниша
- Раздевалки (полностью оборудованный)
- Комнаты допинг-контроля
- Физиотерапевтический кабинет
- Закусочные / столовые / ресторан
- Складские помещения
- Комната первой помощи (полностью оборудованная)
- Пресс-центр
- Телекоммуникационные услуги
- Специальные места для инвалидов
- Кондиционеры
- Центральное отопление
- Кабельное телевидение

### ГСП Отель
- 34 двухместных номера (для спортсменов)
- 4 двухместных номера (для тренеров)
- 2 одноместных номера (для инвалидов)
- 2 двухместных номера (для инвалидов)
- Конференц-залы
- Комнаты встреч
- Игровая комната
- ТВ-зал
- Ресторан
- Кафетерий
- Тренировочная площадка
- Гимнастический зал
- Раздевалки
- Массажные кабинеты
- Терапевтические бассейны
- Комната допинг-контроля
- Медицинский центр
- Кондиционеры
- Центральное отопление
- Wi-Fi доступ в Интернет
- Телефон — в каждой комнате
- Телевизор — в каждой комнате
- Парковка

### Сквер
Между футбольным и легкоатлетическим стадионами расположен крытый сквер, большая площадь которого позволяет проводить мероприятия различного масштаба. Помещение легко переоборудудовать, оформить в нужном стиле или разделить на части. Частопроводимые мероприятия: крестины, свадьбы, концерты, выставки, ярмарки и базары.

## «Панкиприя»
В 1894 году инициаторами создания Гимнастического общества «Панкиприя» стали адвокат Теофанис Теодотов, а также врачи Антониос Теодотов и Аристофанис Фенивес. Спортсмены ГСП представляют столицу во всех классических видах спорта. В 1896 спортсмены гимнастического союза «Панкиприя» приняли участие во Всекиприотских играх, состоявшихся на гимнастическом стадионе Гимнастического союза «Олимпия» в Лимассоле. С тех пор его представители участвовали во всех Всекиприотских играх, которые являются значительным национальным праздником на Кипре. Спортсмены ГСП достигли значительных успехов не только на Кипре, но и за рубежом.